# Rensinger See
Der (Große) Rensinger See ist der größere von zwei durch Tonabbau entstandenen Baggerseen im Kellinghusener Ortsteil Rensing. Zur Unterscheidung werden die beiden Seen auch kleiner und großer Rensinger See genannt. Der Rensinger See wurde am 30. Juni 1997 als Naturerlebnisraum anerkannt.

## Tonabbau
Vielleicht schon im Mittelalter, spätestens aber im 18. und 19. Jahrhundert wurde in Rensing Ton für die Kellinghusener Fayence-Fabriken und die örtliche Ziegelei abgebaut. Später deckte die Zementfabrik Alsen einen Teil ihres Tonbedarfs aus den dortigen Tonvorkommen. Die kleine Tonkuhle war die ältere der beiden Gruben; der Abbau in der großen Tonkuhle begann erst Anfang der 1950er Jahre. Die am Rand der großen Tonkuhle gelegene Ziegelei stellte nach einem Großbrand 1960 ihren Betrieb ein.

## Gewässer
Die kleine Tonkuhle war bereits in den 1930er Jahren voll Grundwasser gelaufen und wurde 1934 von Alsen an Angler verpachtet. Die große Tonkuhle füllte sich zwischen 1960 und 1966 mit Grundwasser und wurde dann von der Stadt Kellinghusen offiziell als Rensinger See benannt. Beide Ziegelseen sind heute vom Verein der Sportangler Kellinghusen e.V. gepachtet.

## Bilder

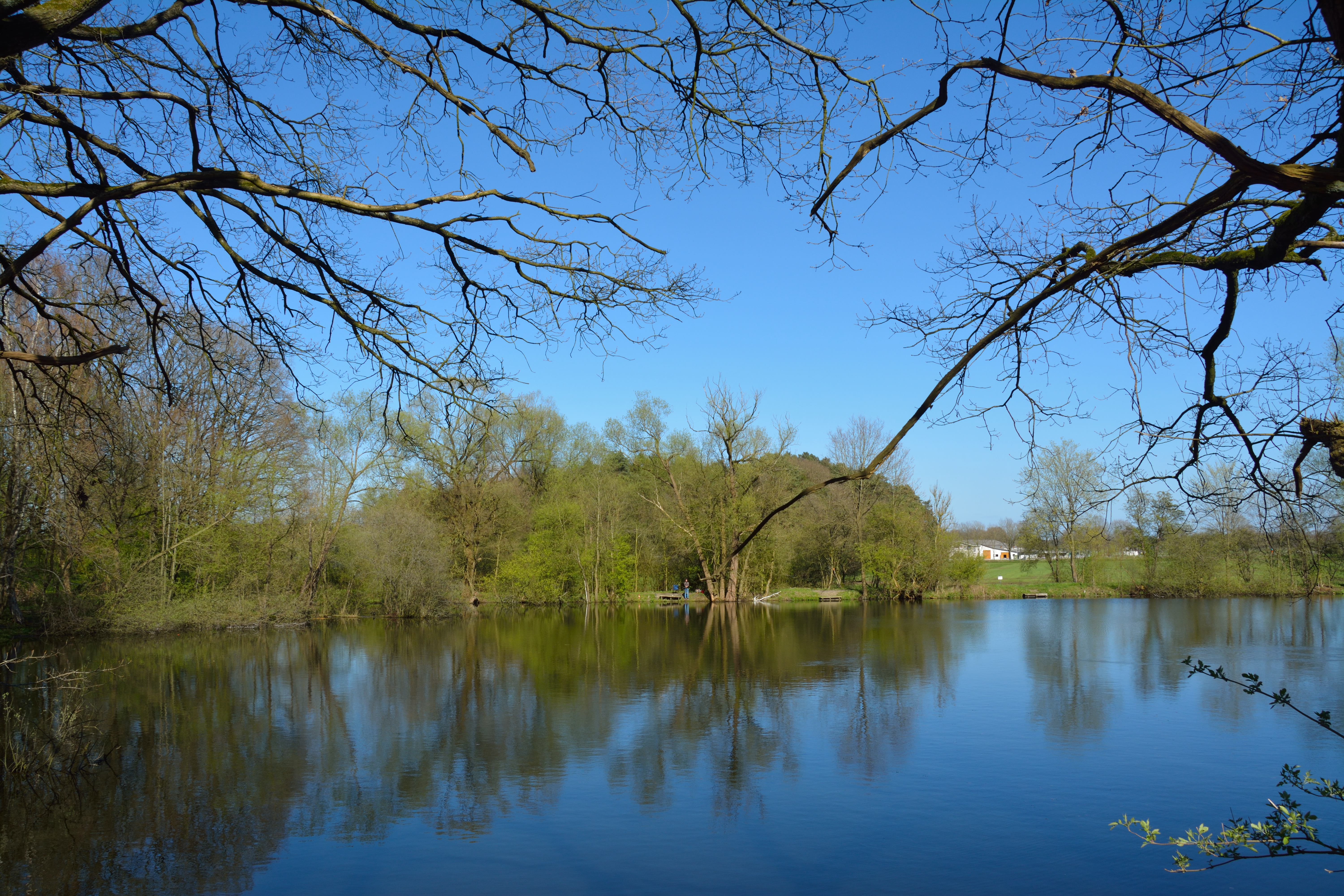
Der "kleine" Rensinger See